# Guyana britannica ai Giochi della XIV Olimpiade
La Guyana britannica partecipò ai Giochi della XIV Olimpiade, svoltisi a Londra, dal 20 luglio al 14 agosto 1948,
con una delegazione di 4 atleti impegnati in 3 discipline,
senza aggiudicarsi medaglie.